# Alsenborn

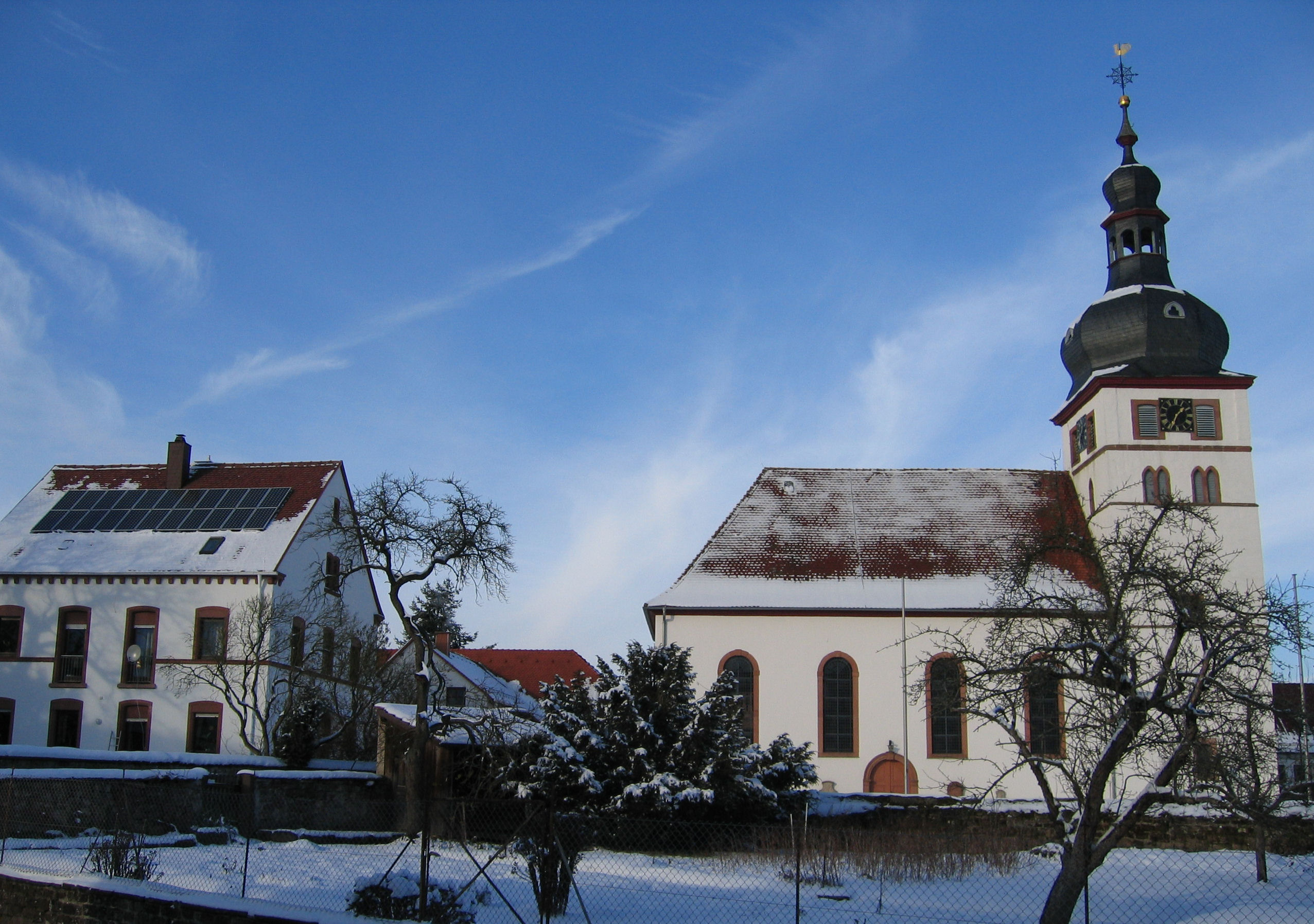
Biserica protestantă

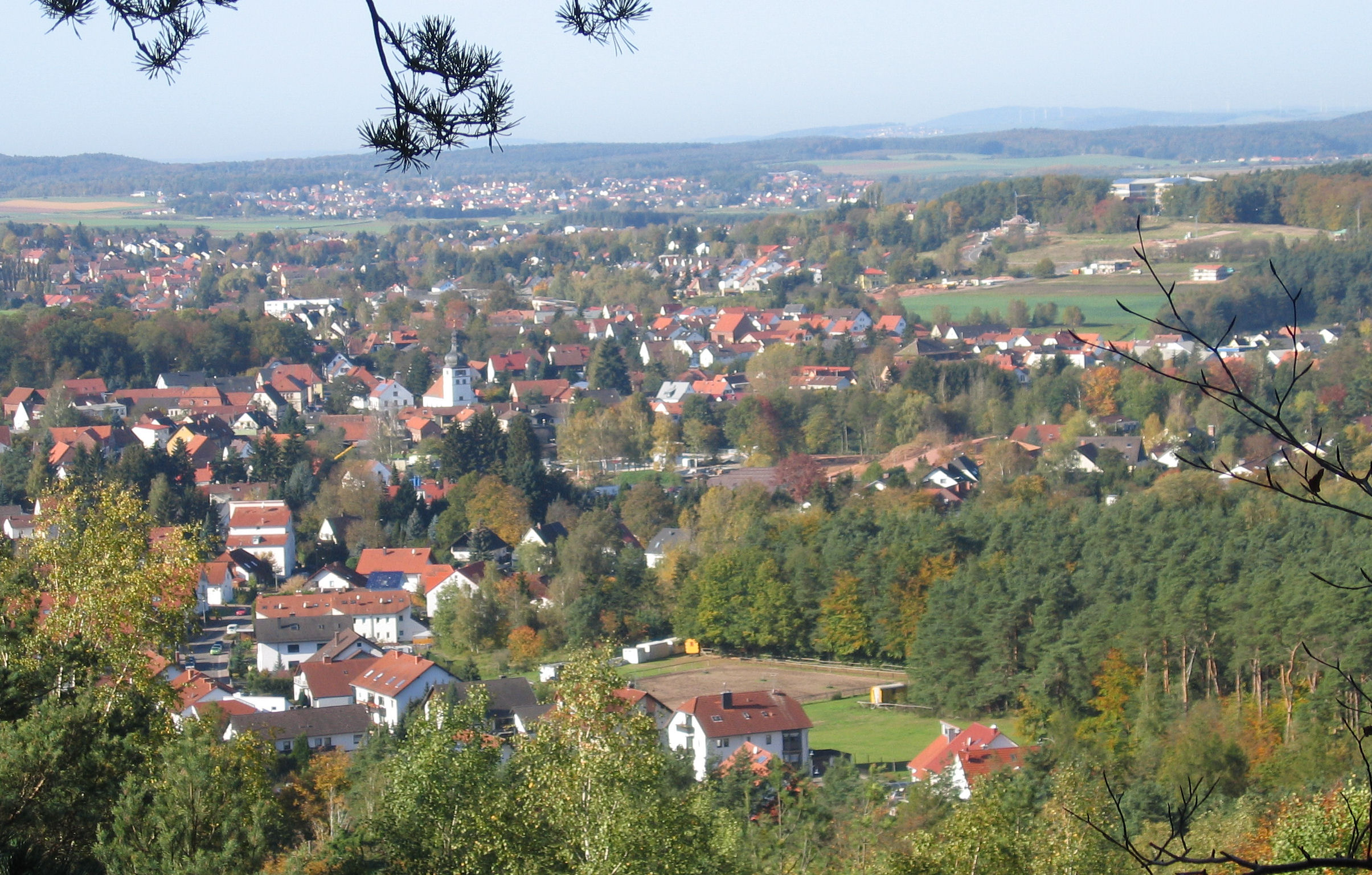
Vedere din Alsenborn

Alsenborn este un cartier al localității Enkenbach-Alsenborn, landul Renania-Palatinat, Germania.